# Sinocrossocheilus microstomatus
 Sinocrossocheilus microstomatus és una espècie de peix cipriniforme de la família dels ciprínids que es troba a Guizhou (Xina).